# Kom de Bagfra
Kom De Bagfra var en dansk teatergruppe, primært aktive indenfor performance-teater, og mest aktive mellem 1986 og 1997. Kom De Bagfra bliver ofte refereret til som KDB.
Gruppen arbejdede ud fra en ide om at lave sanseligt teater, eller oplevelsesteater, som involverede ikke kun traditionelle teaterelementer, men også billedkunst og musik. Og selvom det talte ord indgik i visse af gruppens produktioner, var det et udgangspunkt for gruppens virke at arbejde ordløst.
Dannelsen af gruppen skete i en omgangskreds af kunstnere centreret om Peter Holmgård og Steen Madsen, som begge har stået for den kunstneriske ledelse gennem gruppens levetid. Igennem perioden har dog mere end 250 personer været indblandet i de opførte forestillinger i forskellige roller.

## Forestillinger
Mere eller mindre officielle forestillinger i KDB's virketid:
- 1986	Ghandi's Eventyrlige Billeder – Ford-værkstedet, Århus
- 1987	Det Fallerede Dynasti – Dramatikerstudiet, København
- 1987	Gennem Dødemarsken – Nordjyllands Kunstmuseum, Aalborg
- 1987	Den Dag – Fordværkstedet, Århus
- 1988	Under Verden – Turné, Danmark
- 1988	Som Sangen – Louisiana, Humlebæk
- 1989	Det Syvende – B&W Hallerne, København
- 1990	Omsejl – B&W Hallerne, København
- 1990	Ormehug – B&W Værksted, København
- 1991	Synger man således – Kanonhallen, København
- 1991	Kube og Køredjævle – Roskilde Festival og Århus Festuge
- 1991	Malm – Kulturfabrikken, København
- 1992	Staalvand – Kanonhallen, København
- 1992	Staalvandskoncert – Glyptoteket, København
- 1992	Tidehverv – Axeltorv, København
- 1992	Mãrklöst – Nexø Bedding, Bornholm
- 1993	Den Grønne Pavillion – Edison ,Betty Nansen Teatret, Frederiksberg
- 1994	PAGT XX – Kanonhallen, København
- 1995	Foredraget – Nationalmuseet, København
- 1995	Faber Mundi – Kanonhallen, København
- 1996	Atlantes – Kanonhallen, København

## Musik
Som en del af performance-aspektet omfattede KDB's performances en lydside fremstillet til lejligheden. Som udgangspunkt var bidraget ofte af perkussiv art, men blev senere også udvidet med bl.a. båndet musik, live-musik og korsang.
KDB etablerede i forbindelse med opføringen af "Staalvand" 1992 det såkaldte Kom De Bagfra Orkesteret (KDBO), bestående som udgangspunkt af J. Brandt-P., Jan Munkvad og Peter Sørensen, som alle tidligere havde været aktive i KDB's produktioner. KDBO's første manifestation var fremførelsen af "Staalvandkoncerten" på Glyptoteket.
KDBO har derefter sideløbende med teatermusikken både fremført, opført, og udgivet selvstændige musikalske arbejder, deriblandt:
- Hørg (Skræp CD)
- Levana (SpaceController Records – SPACD 01) – 1996
- Bunker (SpaceController Records – SPACD 04) – 1998

Fælles for disse udgivelser er en improviserende tilgang til det musikalske forløb, og for det meste realiseret på elektroniske instrumenter.
Space Controller har desuden udgivet en compilation-CD fra 10 år med KDB:
- Kom De Bagfra 86-97 (SpaceController Records – SPACD 02) – 1996

Optagelserne er fra de faktisk fremførelser, og kvaliteten svinger mellem gengivelser fra Compact-kasettebånd til rene DAT-optagelser.